# Gare de Saint-Léonard
Gare de Saint-Léonard – stacja kolejowa w miejscowości Saint-Léonard, w departamencie Wogezy, w regionie Grand Est, we Francji. Jest zarządzana przez SNCF i obsługiwana przez pociągi TER Lorraine. 

## Położenie
Znajduje się na linii Arches – Saint-Dié, na km 40,804 między stacjami Corcieux-Vanémont i Saint-Dié-des-Vosges, na wysokości 417 m n.p.m. Tutaj ma też swój początek linia Saint-Léonard – Fraize.

## Linie kolejowe
- Linia Arches – Saint-Dié
- Linia Saint-Léonard – Fraize